# Typhlodromus celastrus
Typhlodromus celastrus är en spindeldjursart som beskrevs av Edward A. Ueckermann och Loots 1988. Typhlodromus celastrus ingår i släktet Typhlodromus och familjen Phytoseiidae. Inga underarter finns listade i Catalogue of Life.